# NGC 6709
NGC 6709 è un ammasso aperto visibile nella costellazione dell'Aquila; nonostante le sue ridotte dimensioni, si tratta dell'ammasso più appariscente della costellazione.

## Osservazione

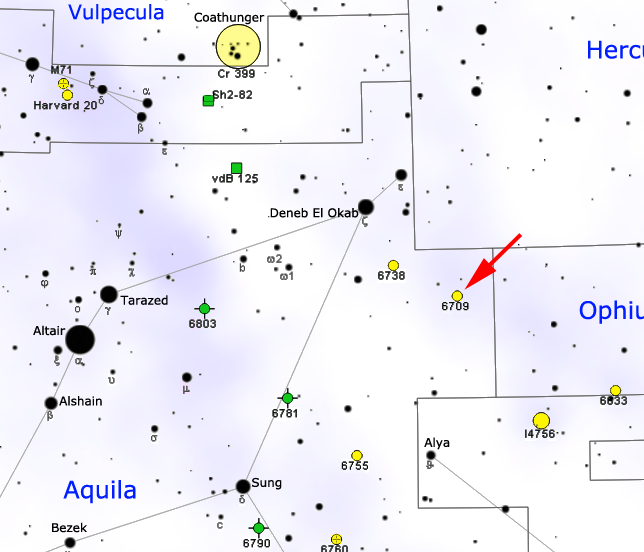
Mappa per individuare NGC 6709.

Si individua nella parte nordoccidentale della costellazione, circa 4,5° a sudovest della stella ζ Aquilae; si trova in una regione di cielo povera di stelle brillanti ma ricca di stelle di fondo, sul bordo della Via Lattea. Attraverso un binocolo 10x50 è visibile come una macchia chiara su cui si trovano sovrapposte alcune stelle di magnitudine 9; con un telescopio di 120mm e bassi ingrandimenti è possibile iniziare la sua risoluzione, che si completa però soltanto con strumenti di maggiore diametro e ingrandimenti oltre i 50x.
Quest'ammasso può essere osservato da entrambi gli emisferi terrestri e da tutte le aree popolate della Terra, grazie alla sua declinazione bassa e prossima all'equatore celeste; a parità di latitudine, gli osservatori dell'emisfero nord sono tuttavia leggermente più avvantaggiati di quelli dell'emisfero sud. Il periodo migliore per la sua osservazione nel cielo serale è quello compreso fra giugno e novembre.

## Storia delle osservazioni
NGC 6709 venne individuato per la prima volta da John Herschel nel 1827, attraverso un telescopio riflettore da 18,7 pollici; egli lo descrisse come un ammasso piuttosto ricco di stelle molto deboli e di aspetto debolmente compresso e irregolare, inserendolo nel suo General Catalogue of Nebulae and Clusters col numero 4440.

## Caratteristiche
NGC 6709 è un ammasso apparentemente povero di componenti, spesso confondibili coi ricchi campi stellari di fondo e relativamente poco concentrate; la sua distanza è stimata attorno ai 1075 parsec (3500 anni luce) dal Sole probabilmente nei pressi di una regione inter-braccio o sul bordo interno del Braccio di Orione. La sua latitudine galattica non è particolarmente elevata e l'ammasso è immerso nel disco galattico.
Molte delle sue componenti presentano una classe spettrale compresa fra A e K, con l'assenza delle prime classi spettrali (O e B), indice che l'età dell'ammasso è già avanzata, stimata attorno ai 150 milioni di anni; tramite il diagramma HR delle componenti emerge che la gran parte delle stelle fra le magnitudini 10,5 e 12 appartengono alla sequenza principale, mentre non vi sono stelle di questo tipo fino alla magnitudine 12,7. Vi è inoltre una sola gigante rossa la cui appartenenza all'ammasso è stata accertata.